# جوناثان ليفين
جوناثان ليفين (بالإنجليزية: Jonathan Levin)‏ هو اقتصادي وأستاذ جامعي أمريكي، ولد في 17 نوفمبر 1972 في نيو هيفن في الولايات المتحدة.